# Коту Мориј (Јаши)
Коту Мориј (рум. Cotu Morii) насеље је у Румунији у округу Јаши у општини Поприкани. Oпштина се налази на надморској висини од 41 m.

## Становништво
Према подацима из 2002. године у насељу је живело 270 становника, од којих су сви румунске националности.